# Slag bij Cresson
De Slag bij Cresson was een kleine veldslag, die uitgevochten werd op 1 mei 1187, bij de watervallen van Cresson (ook wel Ain Gozeh) dicht bij Nazareth (Israël). Het was een vooraangekondigde nederlaag van het koninkrijk Jeruzalem voor de Slag bij Hattin twee maanden later.

## Achtergrond
De politieke situatie in Jeruzalem was gespannen. Raymond III van Tripoli, die regent van het Koninkrijk was geweest, en nog steeds een van de wijste adviseurs was, weigerde om Guy van Lusignan als koning te accepteren. Guy was nog maar een paar jaar in het Heilige land, en kwam recent uit Europa. Geraard de Ruddervoorde, meester der Tempeliers, Roger de Moulins, meester der Hospitaalridders, Balian d'Ibelin, Joscius, Aartsbisschop van Tyrus en Reginald, heer van Sidon, werden naar Tiberias gestuurd om te onderhandelen met Raymond.

## De slag
Ondertussen had Saladin een klein leger naar Tiberias gestuurd onder leiding van zijn zoon al-Afdal. Om henzelf te wreken op de brutaal aangevallen moslimkaravaan door Reinoud van Châtillon. Raymond III hoopte intussen dat Saladin een bondgenootschap met hem wilde vormen tegen Guy van Lusignan. Daarom verleende Raymond het moslimleger vrije doorgang door Tiberias op 30 april, wel waarschuwde hij een groep christenen die bij Nazareth ter plaatse was dat het leger op komst was. Dit vernam Gerard de Ruddervoorde, en stelde vluchtig een leger samen, bestaande uit tempeliersgarnizoenen uit Qaqun en al-Fulah en een garnizoen in Nazareth. Een totaal van 140 ruiters werd er geformeerd. Onderweg ernaartoe stopte Balian d'Ibelin bij zijn verblijfpunt Nablus, en Reginald van Sidon had ook nog zaken te regelen. Saladin's strijdkrachten, onder leiding van zijn zoon, bestond uit 7.000 manschappen. Gerard en zijn troepen bereikten Cresson op 1 mei.
De moslims gebruikten een fop-methode, door zich terug te trekken. Een tactiek die gewoonlijk geen bedreiging vormde voor Gerard, toch besloot hij tot een achtervolging, tegen het advies van Rogier de Moulins in. En zo werden de ruiters van de infanterie gescheiden, waarop de moslims gemakkelijk over de christenen heen wisten te denderen, eerst de ruiters en vervolgend de infanterieën. Gerard wist als een van de weinigen te ontsnappen, maar bijna het gehele leger werd compleet weggevaagd. Gerard ontsnapte niet al te gehaast van de vijand, waardoor hij door een andere partij werd aangevallen. Volgens Historische bronnen was er een zekere tempelier, genaamd Jakelin de Mailly, die nadat al zijn compagnons waren gesneuveld met een hand een stel moslims de baas bleef, waarna hij wegens de overmacht ook werd verschalkt.
Balian d'Ibelin was nog op een dag reizen, en had ook nog een tussenstop gemaakt bij Sebastea, waar een feestdag werd gevierd. Nadat hij het kasteel La feve had bereikt, waar de tempeliers en hospitaalridders hun kamp hadden opgezet, zag hij dat de plek verlaten was. Hij zond zijn biograaf Ernoul naar de plaats van gebeurtenis, en leerde al gauw de kennis van de overlevenden over de gebeurtenissen. Raymond III zag zijn fout in, en was bereid nu wel Lusignan als koning te accepteren. Maar de schade aan het koninkrijk was al van dien aard dat Guy en Reinoud, Raymond als een verrader beschouwden. Vervolgens formeerde Saladin een veel groter leger van circa 20.000 manschappen, en betrad in juni het koninkrijk, en vervolgens versloeg hij het leger van Guy bij de Slag bij Hattin op 4 juli, rond oktober had Saladin circa 75% van het Koninkrijk in handen gekregen.

### Secundaire bronnen
- Kenneth Setton, ed., A History of the Crusades. Madison, 1969-1989 (online beschikbaar).
- Steven Runciman, A History of the Crusades, vol. II: The Kingdom of Jerusalem. Cambridge University Press, 1952.
- R. C. Smail, Crusading Warfare, 1097-1193. Cambridge, 1995 (first published 1956)
- Christopher Marshall, Warfare in the Latin East 1197 - 1291 Cambridge, 1992
- De Expugnatione Terrae Sanctae per Saladinum, translated by James A. Brundage, in The Crusades: A Documentary Survey. Marquette University Press, 1962.
- Chronicle of the Third Crusade, a Translation of Itinerarium Peregrinorum et Gesta Regis Ricardi, translated by Helen J. Nicholson. Ashgate, 1997.
- Peter W. Edbury, The Conquest of Jerusalem and the Third Crusade: Sources in Translation. Ashgate, 1996. [Includes the Chronicle of Ernoul and Pope Urban III's letter.]